# Meg Waite Clayton
Meg Waite Clayton (Washington D.C., 1 januari 1959) is een Amerikaans schrijfster van romans. 

## Leven en werk
Clayton is afgestudeerd aan University of Michigan Law School en behaalde ook een bachelordiploma in geschiedenis en psychologie aan de Universiteit van Michigan. Ze werkte als advocaat bij de firma Latham & Watkins in Los Angeles. Ze groeide voornamelijk op in een buitenwijk van Kansas City en een buitenwijk van Chicago, waar ze afstudeerde aan de Glenbrook North High School. Ze begon serieus te schrijven nadat ze naar een paardenboerderij was verhuisd buiten Baltimore, Maryland, waar haar eerste roman zich afspeelt. Ze woont nu in de San Francisco Bay Area. Naast haar werk als romanschrijver heeft ze tevens geschreven voor de Los Angeles Times.
Haar boeken worden in vele talen uitgegeven, waaronder Nederlands, Frans, Deens, Hongaars, Pools, Spaans en Zweeds.

## Prijzen en onderscheidingen
Clayton's eerste roman, The Language of Light, was een finalist voor de Bellwether Prize for Fiction 2002, (nu de PEN / Bellwether Prize for Socially Engaged Fiction). Haar roman The Wednesday Sisters werd een bestseller en een populaire keuze voor een boekenclub. Haar After the Debate op Forbes online werd geprezen door de Columbia Journalism Review als het absoluut beste verhaal over vrouwenkwesties dat voortkomt uit het tweede presidentiële debat. The Race for Paris uit 2015 kreeg een eervolle vermelding door Langum-prijzen voor historische fictie.